# Glossosoma lividum
Glossosoma lividum är en nattsländeart som först beskrevs av Hagen 1861.  Glossosoma lividum ingår i släktet Glossosoma och familjen stenhusnattsländor. Inga underarter finns listade i Catalogue of Life.